# Theodomiro Tostes
Teodomiro Tostes (Taquari, 10 de febrero de 1903 - ?, 1986) fue un poeta, diplomático, escritor y traductor brasileño. Junto con Augusto Meyer, Rui Cirne Lima, Vargas Neto y Pedro Vergara formó el primer grupo modernista de Río Grande del Sur. Trabajó en la división cultural del ministerio de Relaciones Exteriores y fue embajador de Brasil en Nicaragua.